# Cretone
Cretone è una frazione del comune di Palombara Sabina nella Città metropolitana di Roma Capitale.

## Descrizione
Il suo territorio è per lo più ricoperto da terreni agricoli e boschi.
Le origini antiche dell'abitato sono documentate dai numerosi ritrovamenti archeologici.
L'abitato di Cretone occupa un colle arenaceo-conglomeratico, sulla cui sommità sorge il paese medioevale.
Il colle di Cretone prospetta verso l'ampia spianata di Cerreto-Quirani, notevolmente più bassa e circondata da lievi ondulazioni della stessa composizione arenaceo-conglomeratica. La piana è il risultato della colmatura delle valli di due ruscelli provenienti dal versante ovest dei Monti Lucretili. Lungo il fosso delle Grottoline-Molaccia si è rivelata interessante la necropoli dell'abitato. 
L'unico intervento scientifico risale al 1983 quando la sovrintendenza archeologica per il Lazio scavò un gruppo di sepolture a fossa, datate al VII-VI secolo.
La costruzione del castello, nelle cui murature sono inseriti frammenti ceramici del borgo medievale, risale al sec. XIII. È possibile che l'abitato nel periodo arcaico si prolungasse dal pianoro verso l'estremità nord del colle, coperta dall'espansione edilizia del novecento di piazza delle Carrette; l'altura si prestava ad essere isolata con un fossato nella strozzatura che la lega al gruppo meridionale dei Tre Colli.
Il santo patrono è San Vito di Lucania martire, che si festeggia il 15 giugno.
Nella seconda metà del mese di luglio si svolge la "sagra della perzica", festa popolare dedicata a una delle coltivazioni tipiche del luogo, mentre i primi di settembre, a cura dell'Associazione culturale “Liberamente”, si svolge la sagra "du ciammellocco" antico dolce-salato - un tempo considerato il pane dei poveri.
Nel suo territorio viene prodotto olio extravergine di oliva con riconoscimento DOP.